# 上源驛之變
上源驛之變是唐僖宗中和四年（公元884年）6月11日宣武节度使朱全忠(即朱温)在汴州的上源驛試圖暗殺河东节度使李克用的事件。

## 背景
中和三年（公元883年）黄巢軍退出長安後進攻河南，鎮守汴州的宣武节度使朱全忠向河东节度使李克用求援，李克用亲自率兵救援，中和四年（884年）春先後在太康、西华、中牟擊敗黄巢，黄巢軍遁往山东。6月11日（五月甲戌），李克用回軍經過汴州，在城外扎營，朱全忠在封禅寺設宴犒勞，將李克用的三百多個隨從安置在城内的上源驿，當天下午舉行宴會，朱溫親自勸酒並送了很多禮物，李克用喝醉了就戲弄侍妓，拉著朱全忠的手誇耀自己的功勞，朱全忠本來就忌憚李克用，又對李克用的傲气凌人，言出不逊气愤难忍，遂萌杀机，傍晚宴會結束後，李克用和隨從都大醉，朱全忠就與其牙將杨彦洪密謀暗殺李克用。

## 行刺
楊彦洪用兵車和柵欄將巷子堵死防止李克用逃跑，命令軍士圍攻上源驿，當時李克用和隨從們大都喝醉了，只有隨從薛志勤、史敬思等十幾個人在外面禦敵。侍從郭景铢把蠟燭熄滅，將李克用藏于床下，用水灑他的臉，慢慢地說“汴帅谋害司空！”李克用才驚醒，拿起弓來抵抗。不一會兒突然下起大雷雨，薛志勤扶著李克用乘著雨水和烟火和史敬思等數人翻墙逃走，靠雷電的光突圍從尉氏门翻城墙逃回大營，殿後的史敬思和三百多個隨從都遇害。杨彦洪在謀劃時對朱全忠說：“胡人急则乘马，见乘马者则射之。”當天晚上，杨彦洪剛好騎馬跑到朱全忠前面，被朱全忠射死。

## 事後
李克用回到營中，与刘夫人相對恸哭。到了凌晨，李克用要帶軍進攻汴州，劉夫人勸李克用说如果进攻汴州天下人就會認為己方没理，不要因此而落朱全忠口實。李克用於是帶兵撤離，派人送檄文給朱全忠問罪，朱全忠則回信將責任推到朝廷使者与杨彦洪頭上。李克用回到太原，上表投訴朱全忠，朝廷想息事寧人，於是加李克用守太傅、同平章事、陇西郡王。從此晋汴雙方成水火之势。